# Stazione di Sessano del Molise
Stazione di Sessano del Molise vasútállomás Olaszországban, Molise régióban, Sessano del Molise településen.

## Vasútvonalak
Az állomást az alábbi vasútvonalak érintik:
- Sulmona–Carpinone-vasútvonal

## Kapcsolódó állomások
A vasútállomáshoz az alábbi állomások vannak a legközelebb: 
- Stazione di Carpinone
- Stazione di Pescolanciano-Chiauci